# Gastrodia tuberculata
Gastrodia tuberculata är en orkidéart som beskrevs av Fang Yuan Liu och Sing Chi Chen. Gastrodia tuberculata ingår i släktet Gastrodia och familjen orkidéer. IUCN kategoriserar arten globalt som starkt hotad. Inga underarter finns listade i Catalogue of Life.